# ارناندو توار
ارناندو توار (اسپانیایی: Hernando Tovar‎؛ زادهٔ ۱۷ سپتامبر ۱۹۳۸) بازیکن فوتبال اهل کلمبیا بود.
از باشگاه‌هایی که در آن بازی کرده‌است می‌توان به باشگاه فوتبال سانتا فه اشاره کرد.
وی همچنین در تیم ملی فوتبال کلمبیا بازی کرده‌است.